# Thursley
Thursley est un village et une paroisse civile du Surrey, en Angleterre. Il est situé dans le sud-ouest du comté, à une dizaine de kilomètres au sud-ouest de la ville de Godalming. Administrativement, il relève du borough de Waverley. Au recensement de 2011, il comptait 651 habitants.